# Indonesisk ibisstork
Indonesisk ibisstork (Mycteria cinerea) är en starkt hotad fågel i familjen storkar som förekommer i Sydostasien.

## Utseende
Indonesisk ibisstork är en medelstor ibisliknande huvudsakligen vit stork med en kroppslängd på 95–100 centimeter. Häckningstid är fjäderdräkten mjölkvit, den tjocka nedåtböjda näbben lysande gul, benen kraftigt röda och runt näbben ett fjäderlöst likaså rött område. Vingpennorna är svartaktiga. Liknande indisk ibisstork har svarta teckningar på bröst och täckare, rosa på inre vingtäckare och tertialer och mer begränsat med naken hud kring näbbasen.

## Läte
Arten är vanligen tystlåten utom vid häckningskolonierna, där ett falsettartat "fizz" kan höras under spelet, liksom näbbklapprande. Ungfåglar tigger med ett grodlikt kväkande.

## Utbredning och systematik
Fågeln återfinns i Kambodja, i Malaysien på Malackahalvön och på de Indonesiska öarna Sumatra, Java, Bali, Sumbawa, Sulawesi och Buton. Den är även införd i Singapore. Den behandlas som monotypisk, det vill säga att den inte delas in i några underarter.

## Ekologi
Indonesisk ibisstork är mestadels kustlevande i Indonesien och Malaysia och ses i mangroveträsk och intilliggande våtmarker. Endast i Kambodja påträffas den i inlandet i översvämmad skog kring sjön Tonle Sap, varifrån de sprider sig under regnperioden, möjligen till kusten. Den födosöker på tidvattensslätter, i fiskdammar och risfält. Arten livnär sig på fisk, räkor och krabbor.

### Häckning
Den häckar i höga, välväxta träd oftast mellan februari och april.

## Status
IUCN kategoriserar arten som starkt hotad, mycket på grund av jakt och minskande habitat. Världspopulationen uppskattas till endast 600–1 850 vuxna individer.

## Taxonomi och namn
Indonesisk ibisstork beskrevs vetenskapligt av Thomas Stamford Raffles 1822. Artnamnet 'cinerea betyder "askgrå" eller "askfärgad", efter latinets cinis eller cineris för "aska".